# Filippo IV di Francia
Filippo IV di Francia detto il Bello (in francese Philippe le Bel; Fontainebleau, aprile/giugno 1268 – Fontainebleau, 29 novembre 1314) fu re di Francia dal 1285 alla morte.

## Biografia

### Giovinezza
Filippo nacque nella residenza reale di Fontainebleau nella primavera del 1268. Era il figlio secondogenito del re di Francia, Filippo III e della sua prima moglie, Isabella d'Aragona.

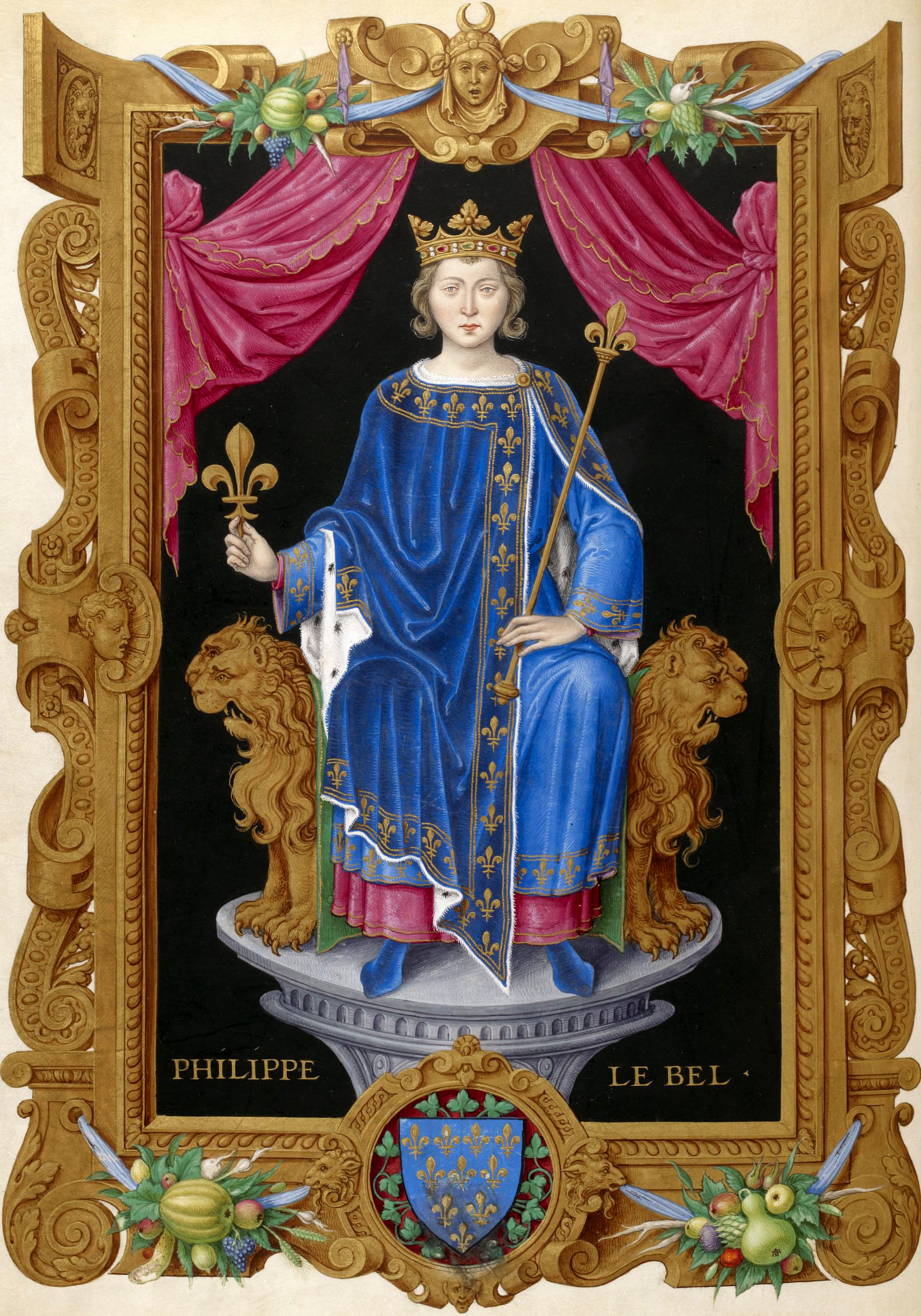
Filippo IV di Francia, illustrazione di Jean du Tillet, 1550.

Nell'agosto 1270, quando Filippo aveva appena due anni il nonno Luigi IX di Francia morì a Tunisi nel corso dell'Ottava crociata. Il padre divenne re con il nome di Filippo III, mentre il fratello maggiore, Luigi, nuovo erede al trono. Cinque mesi dopo, nel gennaio 1271, Isabella d'Aragona, incinta del quinto figlio, morì a seguito di una caduta da cavallo. Il 15 agosto dello stesso anno il padre fu ufficialmente incoronato a Reims e sei giorni dopo si risposò con Maria, figlia del Duca di Brabante.
Nel maggio 1276 il primogenito Luigi morì e Filippo, di otto anni, divenne il nuovo erede al trono. La morte di Luigi destò la curiosità dei contemporanei giacché sorsero le voci di un suo avvelenamento per mano della matrigna, Maria di Brabante, che all'epoca aveva appena dato alla luce il suo primo figlio.
Filippo III affidò l'educazione del principe ereditario al proprio elemosiniere, Guillaume d'Ercuis.
Null'altro è noto dell'infanzia o giovinezza di Filippo fino al suo matrimonio, avvenuto il 16 agosto 1284, con Giovanna I di Navarra: sebbene fosse un matrimonio politico con importanti vantaggi strategici, rappresentati dall'annessione delle ricche ed importanti contee di Champagne e Brie al demanio reale e dalla possibilità di controllare i Pirenei attraverso la Navarra, i due formarono una coppia molto affiatata.
L'anno seguente, Filippo, insieme ai fratelli minori, partecipò alla crociata aragonese intrapresa dal padre contro Pietro III d'Aragona: l'esercito francese, dopo una rapida avanzata nel Rossiglione e la conquista di Gerona, complice l'insorgenza di un'epidemia, fu costretto a ritirarsi a Perpignano, ove il Re stesso morì il 5 ottobre 1285.
A seguito della morte del padre, Filippo, come riportano alcuni cronisti catalani, fu costretto a negoziare la ritirata dell'armata crociata ma l'esistenza del patto è dubbia in quanto Pietro d'Aragona non avrebbe ottenuto nulla provocando una battaglia contro un esercito nemico in ritirata e lo stesso Filippo coltivava buone relazioni con la famiglia materna.
In pubblico Filippo era solito mostrarsi freddo e distaccato: proprio a causa della sua rigida e inflessibile personalità fu presto soprannominato, da alleati o nemici, Il Re di ferro (in francese: le Roi de fer).
Il vescovo Bernard Saisset, oppositore del re, lo paragonò a un gufo, bellissimo ma inutile, criticando la sua abitudine di delegare le faccende più importanti a funzionari specializzati. Quanto al carattere, Saisset scrisse:
(Citazione riportata in Alison Weir, Isabella: She-Wolf of France, Queen of England, p. 11.)
Viene riportata una solida relazione con la moglie Giovanna, tanto che la sua dipendenza emotiva nei confronti della moglie è stata ritenuta come una delle ragioni che portarono Giovanna a non visitare mai il Regno di Navarra; nel 1294 Filippo nominò la moglie come reggente di Francia in caso di sua morte prematura, ma non le affidò formalmente alcun incarico ufficiale di governo, salvo che per i propri domini privati di Navarra e Champagne.
La morte della moglie, nel 1305, ebbe profonde conseguenze sull'animo del sovrano: rifiutò infatti di risposarsi e subì una vera e propria crisi mistica, che lo indusse a moltiplicare pellegrinaggi, aumentare le donazioni a enti religiosi e ospedali e a perorare la canonizzazione di Luigi IX.

### Regno
Filippo fu ufficialmente incoronato il 6 gennaio 1286 a Reims, all'età di diciassette anni. Determinato a consolidare la monarchia francese a ogni costo, il suo regno vide il passaggio da una monarchia carismatica (che poteva in ogni momento collassare in caso di incompetenza del sovrano) a uno stato retto da una solida burocrazia tratta dalla piccola nobiltà o da funzionari borghesi.
Filippo proseguì il lungo percorso di recupero di feudi alla Corona: infatti, dopo aver annesso Champagne e Brie, nel 1312 ottenne il controllo della strategica città di Lione.

#### Relazioni con l'Inghilterra

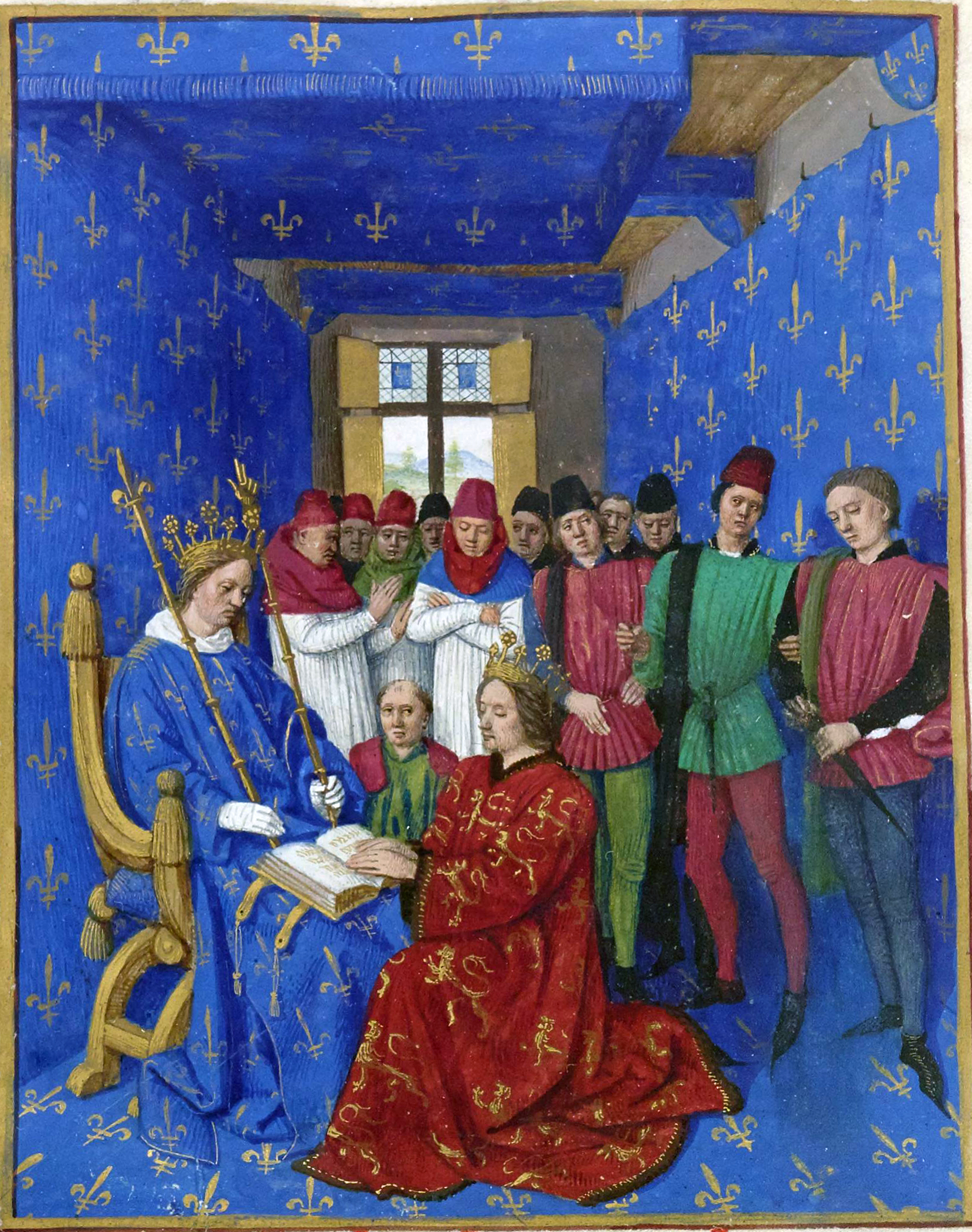
Omaggio di Edoardo I (in ginocchio) a Filippo IV (seduto): in qualità di duca di Aquitania, Edoardo era tenuto a prestare omaggio al re di Francia. Miniatura del XV secolo di Jean Fouquet.

Il regno di Filippo vide relazioni tese tra Francia e Inghilterra, in quanto Filippo desiderava prendere possesso del ducato di Aquitania, feudo francese detenuto però dal re d'Inghilterra Edoardo I, dietro impegno di omaggio feudale.
Nel 1293, a seguito di uno scontro navale tra inglesi e normanni, Filippo convocò Edoardo alla corte francese. Il re inglese cercò di negoziare inviando ambasciatori a Parigi, ma ottenne un secco rifiuto. Edoardo, a quel punto, decise di inviare il proprio fratello minore Edmondo, cugino e promesso sposo a Margherita, sorella minore di Filippo. Fu stipulato un compromesso in base al quale Edoardo avrebbe restituito, in segno di sottomissione, il Ducato di Aquitania a Filippo il quale, dopo un periodo di grazia, avrebbe provveduto all'investitura di Edoardo quale Duca; al termine della procedura si sarebbe proceduto al matrimonio tra Margherita ed Edmondo.
L'anno seguente, tuttavia, Filippo rifiutò di restituire il ducato di Aquitania, stipulò un'alleanza difensiva (la cosiddetta Auld Alliance con il re di Scozia Giovanni e iniziò le ostilità con il regno d'Inghilterra: dopo alcune brevi campagne (1294-1298 e 1300-1303), l'esercito francese conquistò l'intera Guienna, ma non fu in grado di mantenerla a seguito di frequenti rivolte istigate dal Re inglese.
A seguito dei gravi costi finanziari, Filippo nel 1303 stipulò il Trattato di Parigi, in base al quale restituiva il ducato di Aquitania a Edoardo I (sempre mantenendo l'omaggio feudale) e prometteva in sposa la propria figlia Isabella al principe di Galles Edoardo II; il matrimonio tra i due, ufficialmente celebrato il 25 gennaio 1308, chiuse momentaneamente il conflitto tra Francia e Inghilterra fino alla Guerra dei cent'anni.

#### La guerra di Fiandra
A causa della promessa di nozze tra il principe di Galles Edoardo e Filippa, figlia del conte di Fiandra Guido di Dampierre, che avrebbe portato a un rafforzamento dell'alleanza tra il re Edoardo I e il conte di Fiandra, Filippo, nel 1297, preoccupato di essere schiacciato nella morsa dei due stati, decise di arrestare la promessa sposa e di invadere la contea di Fiandra.
Tra il 1297 e il 1299 le truppe francesi conquistarono l'intera contea e nel 1300 il conte Guido di Dampierre si arrese con i suoi figli, che furono condotti a Parigi e incarcerati al castello di Compiègne. L'anno seguente, Filippo IV, in visita nella contea appena conquistata, nominò Giacomo di Châtillon quale suo fiduciario ma il forte aumento della pressione fiscale e la pesante oppressione indussero le gilde artigiane a schierarsi in favore del vecchio conte.
Tra il 17 e il 18 maggio 1302 scoppiò l'insurrezione di Bruges, che portò all'uccisione di tutti i francesi presenti in città. Ben presto la rivolta si estese al resto delle Fiandre e Filippo IV decise di inviare un primo corpo di spedizione di 4.000 fanti e 2.500 cavalieri, che fu sconfitto nella battaglia degli speroni d'oro avvenuta l'11 giugno 1302.
Scioccato dalla sconfitta, Filippo decise di liberare Guido di Dampierre e di intervenire personalmente nel conflitto, ottenendo una vittoria nella battaglia di Mons-en-Pévèle.
L'anno seguente il Re costrinse i fiamminghi ad accettare il trattato di Athis-sur-Orge, contenente gravi riparazioni e la consegna delle ricche città tessili di Lilla, Douai e Béthune al demanio regio; Béthune fu attribuita a Mahaut d'Artois per ricompensarla dei matrimoni tra le sue due figlie con due figli di Filippo.

#### Crociate e relazioni con i Mongoli
Durante il suo regno, Filippo IV tenne vari contatti con l'Impero Mongolo, in particolare con l'Ilkhanato di Baghdad: accolse l'ambasciata del monaco Rabban Bar Sauma, accettò le proposte di un'alleanza contro il Sultanato Mamelucco e inviò insieme al monaco un proprio cortigiano, Gobert di Helleville; tenne ulteriori rapporti epistolari nel 1288 e 1289, sottolineando l'importanza di una cooperazione militare, ma non mise mai a frutto i suoi progetti.
I contatti furono ripresi nell'aprile 1305 a seguito di una nuova ambasciata inviata dal nuovo Kahn Oljeitu, in cui offriva la propria assistenza militare per operazioni congiunte contro i Mamelucchi. Di nuovo, tuttavia, a seguito dell'impossibilità di coordinare una crociata, nessuna spedizione ebbe luogo.
Il 4 aprile 1312, al Concilio di Vienne, papa Clemente V promulgò una nuova crociata: l'anno seguente Filippo IV, insieme ai propri figli, rispondendo all'appello del Papa, fece voto di prendere la croce ma, in ogni caso, consigliato da Enguerrand de Marigny, rimandò i preparativi.

#### Finanze

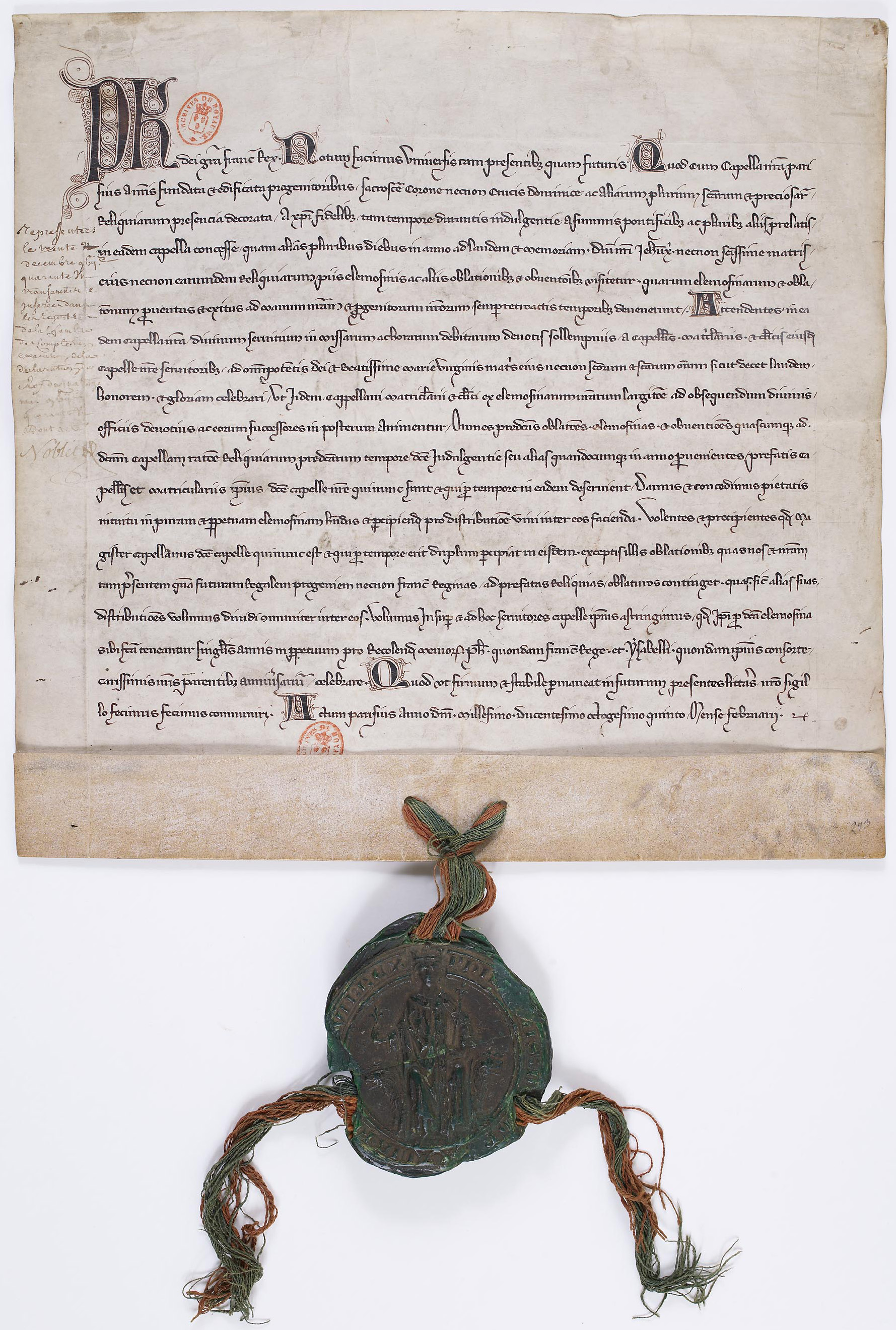
Donazione fatta da Filippo IV il Bello ai cappellani e ai custodi della Sainte-Chapelle a Parigi, nel Palais de la Cité. Febbraio 1286.

Durante il regno di Filippo IV le entrate annuali ordinarie del governo francese ammontavano, approssimativamente, a 860.000 lire tornesi, equivalenti a 460 quintali di argento, di cui il 30% raccolto direttamente dal demanio reale; le entrate globali del Regno erano invece pari al doppio delle ordinarie e l'amministrazione finanziaria impiegava circa 3.000 persone, di cui 1.000 funzionari.
Al momento dell'ascesa al trono, Filippo aveva ereditato un debito pubblico consistente derivante dalla crociata aragonese: nel novembre 1286 il debito raggiunse il picco di 80 quintali di argento, dovuti principalmente all'Ordine del Tempio ed equivalente al 17% delle entrate ordinarie, finché, tra il 1287 e il 1288, Filippo riuscì a estinguere il debito e a conseguire un attivo.
Dopo il 1289 il calo della produzione d'argento della Sassonia e le guerre del Re contro Inghilterra e Fiandre determinarono considerevoli deficit: se la crociata aragonese era costata 1,5 milioni di lire tornesi, la campagna del 1294-1299 in Guascogna contro l'Inghilterra aveva determinato un ulteriore aggravio di 1,73 milioni e la situazione finanziaria del Regno era tale che il bilancio del 1306 includeva ancora prestiti risalenti alla campagna aragonese.
Nel 1289 Filippo ottenne da papa Nicola IV il permesso di imporre una decima straordinaria di 152.000 lire parigine sui beni ecclesiastici in Francia: più nel dettaglio, la Chiesa francese ricavava una rendita annuale di 1,52 milioni contro le 595 318 lire parigine di entrate ordinarie incamerate direttamente dal governo (gettito globale stimato a 1,2 milioni). Se a novembre 1290 il bilancio registrava un deficit prossimo al 6% delle entrate annue, la decima consentì un attivo nel 1291: il successo fu, però, di breve durata giacché il bilancio del 1292 si chiuse con un disavanzo.

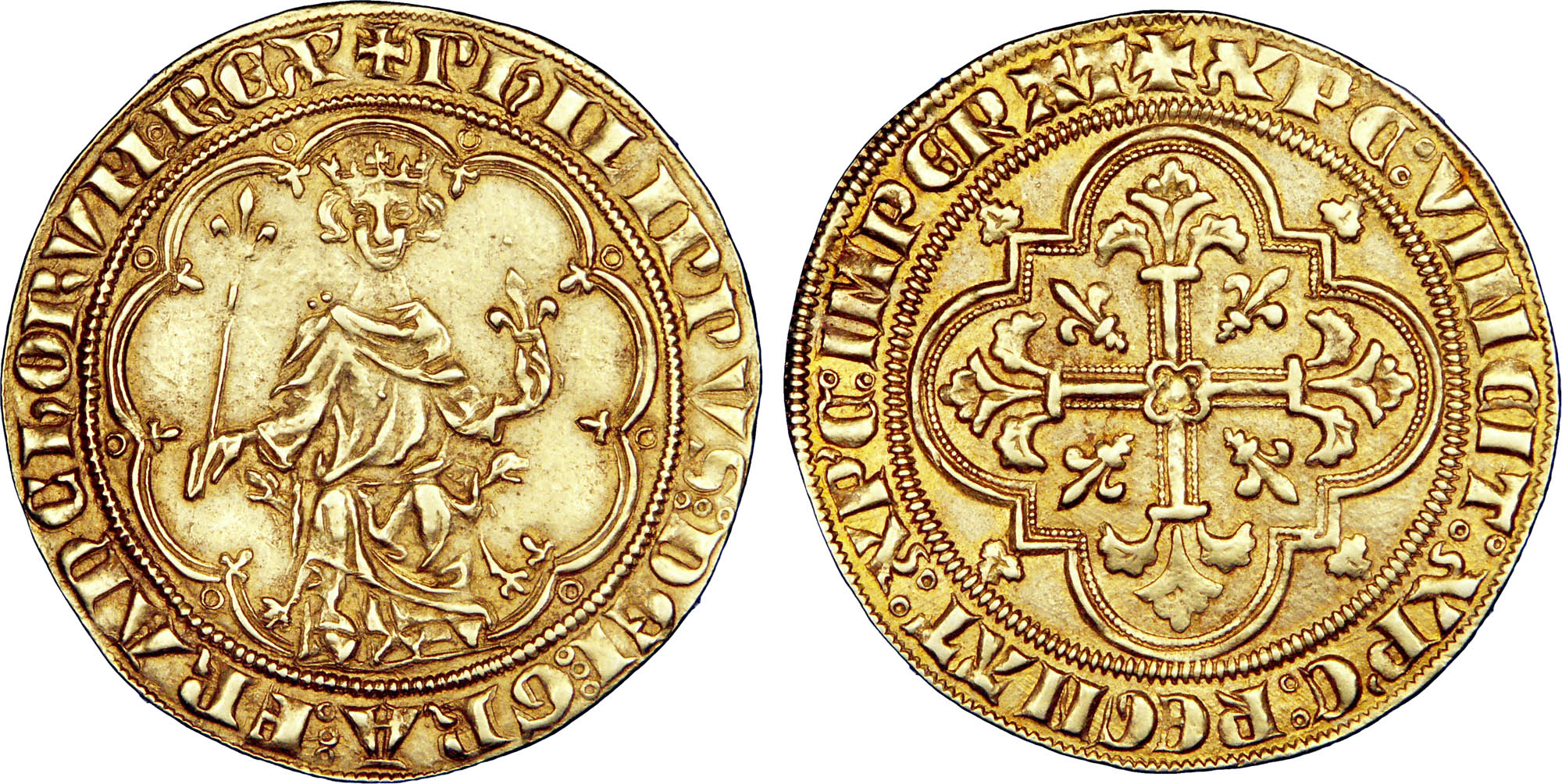
Masse d'or (7,04 g) coniata durante il regno di Filippo IV il Bello.

In costante ricerca di denaro, Filippo dispose l'arresto dei mercanti italiani che gli avevano garantito considerevoli prestiti dietro garanzia dei proventi futuri derivanti dalla tassazione: i beni furono confiscati dal governo e la Corona ottenne un gettito extra di 250.000 lire tornesi imponendo ai mercanti l'onere di acquistare a caro prezzo la nazionalità francese. Tuttavia, nonostante la misura draconiana, anche il 1293 si chiuse in passivo.
Due anni dopo Filippo, consapevole delle maggiori disponibilità finanziarie dei banchieri italiani, decise di rimpiazzare i Templari con la famiglia fiorentina dei Franzesi e trasferì il tesoro reale dal Tempio di Parigi al Louvre.
Impossibilitato a finanziare i costi della guerra contro l'Inghilterra e della campagna nelle Fiandre, che avevano dichiarato la propria indipendenza nel 1297, Filippo IV non ebbe altra scelta se non svalutare la moneta riducendo il tenore di argento: il deprezzamento garantì alla Corona un gettito extra di 1,4 milioni di lire parigine tra il novembre 1296 e il dicembre 1299, più che sufficiente per coprire i costi di guerra (stimati a 1 milione di lire), ma causò anche la scomparsa dell'argento dalla Francia entro il 1301.
La svalutazione ebbe effetti sociali devastanti: entro l'agosto del 1303 livres, sous e deniers in circolazione avevano perso i due terzi del proprio valore, l'inflazione danneggiò i redditi dei creditori, quali aristocrazia e clero (che ricevevano una debole divisa dietro prestiti concessi in moneta più forte), mentre i più poveri subirono un forte calo del potere d'acquisto. Nelle campagne scoppiarono numerose rivolte e sollevazioni popolari che furono represse manu militari.
La disfatta nella battaglia degli Speroni d'oro fu un durissimo colpo per le finanze francesi: la moneta perse il 37% del valore in 15 mesi e il governo fu costretto a imporre nuove tasse e a confiscare l'argenteria in mano ai funzionari e ai sudditi (rispettivamente per l'intero e la metà) allo scopo di reperire il metallo necessario alla coniazione.
Nel tentativo di impedire la fuga di capitali, Filippo vietò qualunque esportazione di preziosi senza l'autorizzazione reale, richiese un'ulteriore decima al Papa e riportò il tesoro sotto la custodia dell'Ordine del Tempio.
Dopo la vittoria nelle Fiandre nel 1305, l'8 ottobre 1306 Filippo ordinò che il tenore di argento nelle nuove coniazioni fosse riportato al livello del 1285 (3,96 grammi di argento per livre) e conseguentemente rivalutò la moneta fino ai due terzi: i debitori, che avevano chiesto prestiti in una divisa svalutata, furono pertanto costretti a ripagare i prestiti in una moneta rivalutata.
Il malcontento sociale degenerò in una rivolta urbana a Parigi nel corso della quale lo stesso sovrano, il 30 dicembre 1306, dovette rifugiarsi al Tempio di Parigi in attesa che l'esercito ripristinasse l'ordine. 
Il 22 luglio dello stesso anno, nel tentativo di reperire nuovo argento necessario a porre in atto la rivalutazione, fu disposta l'espulsione degli ebrei e la confisca delle loro proprietà: furono sequestrati beni per un valore pari a 140 000 lire parigine e vennero nominati funzionari reali allo scopo di recuperare i prestiti concessi dagli ebrei a esclusivo vantaggio della Corona. La misura fu un insuccesso: gli ebrei erano ritenuti relativamente onesti e corretti mentre l'operato dei funzionari reali fu universalmente criticato.

#### Filippo contro la Chiesa
Filippo il Bello è passato alla storia per i suoi attriti fortissimi con la Chiesa cattolica e in particolare con papa Bonifacio VIII. Quando, nel 1296, il Re impose una decima sul reddito annuale della Chiesa francese, il Papa promulgò la bolla Clericis Laicos allo scopo di vietare il trasferimento di ogni proprietà, mobile o immobile, alla Corona di Francia; per ritorsione, Filippo nel 1297 vietò l'esportazione di valori dalla Francia, sostanzialmente impedendo ogni versamento della Chiesa francese a Roma, finché il Papa fu costretto a cedere e a riconoscere il diritto reale a tassare il clero in caso di emergenze.
Nel 1300 il Re inviò suo fratello, Carlo di Valois alla testa di un esercito allo scopo di sostenere i guelfi neri toscani e il pontefice nei confronti dei rivali: il 1º novembre 1301 Carlo di Valois entrò in Firenze e in breve tempo fu in grado di rovesciare il legittimo governo fiorentino (tra i cui esponenti figurava anche Dante Alighieri) in favore della fazione più vicina al Pontefice, capeggiata da Cante Gabrielli e Corso Donati.
Nel 1301, Filippo fece arrestare il vescovo di Pamiers Bernard Saisset per alto tradimento; Bonifacio VIII convocò il vescovo a Roma per discutere delle azioni di Filippo e il Re, infuriato, convocò un'assemblea di nobili, vescovi e borghesi a Parigi allo scopo di condannare il Papa. L'assemblea, precursore degli Stati Generali, diede sostegno incondizionato a Filippo costringendo il Papa a promulgare le bolle di condanna Ausculta fili e Unam Sanctam Ecclesiam.
Per nulla intimorito dalla dichiarazione di supremazia papale o dalla minaccia di scomunica, Filippo sostenne con forza la celebrazione di un processo per invalidare l'elezione di Bonifacio VIII (dietro pretesto della nullità dell'abdicazione del predecessore papa Celestino V) e, grazie all'appoggio di numerosi nemici del pontefice a Roma (su tutti Giacomo Sciarra Colonna), fu in grado di inviare il suo guardasigilli Guillaume de Nogaret ad arrestare il Papa ad Anagni.
A seguito della morte di Bonifacio VIII, seguita pochi mesi dopo da quella del suo successore, Filippo fu in grado di influenzare il conclave, contribuendo all'elezione dell'arcivescovo francese Bertrand de Got il quale, nel 1306, accettò di revocare la bolla Unam Sanctam e di trasferire la sede papale da Roma ad Avignone, determinando l'inizio del periodo noto come "cattività avignonese".

#### Scioglimento dell'ordine dei Templari
Dopo essersi assicurato un papa più favorevole alle proprie azioni, Filippo, su consiglio del guardasigilli Guglielmo di Nogaret e del ciambellano Enguerrand de Marigny, si rivolse all'Ordine dei Templari, creditori e depositari del tesoro reale, nonché ente assai rilevante per i beni mobili e immobili posseduti e per le forze a disposizione.
In origine, il Re era propenso ad appoggiare i propositi ripresi da papa Clemente V volti alla fusione dell'Ordine dei Templari e dell'Ordine degli Ospedalieri. In seguito, tuttavia, cambiò idea a causa della presenza di voci e sospetti sulla condotta dell'Ordine e probabilmente allo scopo di utilizzare l'Ordine stesso come merce di scambio durante le trattative con il Pontefice in merito al processo a carico di Bonifacio VIII.
Il 14 settembre 1307 Filippo IV, ottenuto l'avallo dell'inquisitore di Francia Guillaume de Paris (suo confessore privato), fece redigere un ordine di arresto a carico di tutti i templari presenti nel Regno di Francia a decorrere dal 13 ottobre del medesimo anno; il 22 settembre delegò ufficialmente a Nogaret il compito di procedere all'arresto dei templari e inviò l'ordine di arresto a ogni balivo e siniscalco del Regno in lettera chiusa e sigillata, con l'ordine di aprire le lettere esclusivamente nel giorno stabilito.
(Estratto dell'ordine di arresto. Alain Demurger, I Templari, p. 439.)
Nella data prestabilita siniscalchi e balivi, dopo aver aperto le istruzioni reali, iniziarono gli arresti: 138 a Parigi, più altri 94 nelle province, per un numero complessivo finale di 546 arresti documentati tra il 1307 e il 1311; l'effetto sorpresa fu quasi completo e ben pochi furono in grado di fuggire.
Dopo aver dato avvio agli arresti, Filippo notificò gli atti agli altri sovrani europei e al Papa, sebbene le accuse formulate incontrassero lo scetticismo generale. La situazione cambiò a seguito delle confessioni dei membri detenuti, in particolare del Gran Maestro stesso: il 22 novembre 1307 il Papa promulgò la bolla "Pastoralis praeeminentiae", contenente l'ordine a ogni sovrano europeo di arrestare tutti i templari nella cristianità e di sottoporre i beni dell'ordine sotto tutela ecclesiastica.
A seguito dell'arresto la giustizia reale e gli inquisitori iniziarono a seguire le istruzioni redatte da Nogaret contenenti la precisazione a "esaminare con cura la verità ricorrendo alla tortura qualora sia necessaria" sulla base dei capi di imputazione forniti nell'atto (rinnegamento di Cristo, sputo sulla croce, sodomia, idolatria). Il 15 ottobre Nogaret stesso giustificò l'intervento avanti a un'assemblea di chierici e notabili e il 24 dello stesso mese Jacques de Molay, gran maestro dell'Ordine, confessò alcune delle colpe prima davanti ai funzionari regi, in seguito avanti a dottori e letterati dell'Università di Parigi, convocati dal Re.
A seguito degli arresti e degli interrogatori, papa Clemente contestò la decisione del Re di avocare la giurisdizione sui processi, in quanto contraria al diritto canonico, e in risposta Filippo IV avviò un'intensa campagna propagandistica in proprio favore e convocò gli Stati Generali a Tours. Il Papa, tuttavia, nonostante le pressioni della corte francese, difese le proprie prerogative e ottenne il trasferimento di settantadue templari avanti un tribunale ecclesiastico (composto da tre cardinali) che, alla fine, si pronunziò per l'assoluzione di tutti gli imputati.
Nell'estate del 1308 Filippo IV e papa Clemente, dopo serrate trattative, raggiunsero un compromesso: il re rinunciò alla conduzione dei processi, consentì alla convocazione di una commissione speciale di chierici e di affiancare i vescovi ai funzionari regi; il Papa si impegnò formalmente a convocare un concilio sulle sorti definitive dell'ordine.
Due anni dopo, in reazione alle numerose assoluzioni pronunciate dai tribunali ecclesiastici, Filippo IV indusse il nuovo arcivescovo di Sens (Filippo, fratello minore del ciambellano Enguerrand de Marigny), senza attendere la fine delle udienze, a convocare a Parigi numerosi templari arrestati nella sua diocesi e a disporre la condanna al rogo di ben 54 templari detenuti dal 1307, al solo scopo di intimorire gli altri confratelli fino a indurli a rinunziare a ogni difesa del proprio Ordine.
Nel 1311, il Concilio di Vienne decretò lo scioglimento definitivo dell'Ordine e il trasferimento dei beni sequestrati all'ordine dell'Ospedale (che, in cambio, avrebbe rinunciato ai propri privilegi) affinché fossero utilizzati per la Terrasanta: due anni dopo, dietro il versamento di 200 000 lire, Filippo IV trasferì i beni in propria custodia all'Ospedale (che, tuttavia, avrebbe recuperato solo una parte delle proprietà).
L'epilogo dell'Ordine dei Templari fu definitivamente siglato l'11 marzo 1314 con la morte sul rogo di Jaques de Molay e Geoffroy de Charney, rispettivamente gran maestro e provveditore di Normandia.
Sebbene solitamente dietro l'operato del re venga individuato un mero interesse materiale, vi sono alcuni elementi che inducono a ridurre l'importanza di questo aspetto.
Indubbiamente, Filippo IV cercò di raccogliere denaro con ogni mezzo (nuove imposte, svalutazione, signoraggio, espulsione degli ebrei, confische dei banchieri lombardi), ma è altrettanto vero che accettò il parere formulato dall'Università di Parigi e non avocò a sé i beni dei templari: grazie all'operazione fu in grado di colmare il deficit per diversi anni e ottenne il sostegno di numerosi borghesi che furono nominati amministratori, fittavoli o custodi dei beni posti a sequestro.
La soppressione dell'Ordine, in altri termini, permise alla Corona francese di rafforzare la base economica dei nascenti ceti borghesi (il cui ruolo nell'amministrazione fu patrocinato a seguito di un'ordinanza reale nel 1302) e al tempo stesso di razionalizzare l'amministrazione finanziaria, evitando di dipendere da elementi "stranieri" o troppo indipendenti quali erano gli ebrei, i banchieri lombardi o gli stessi templari.

### Ultimi anni e morte

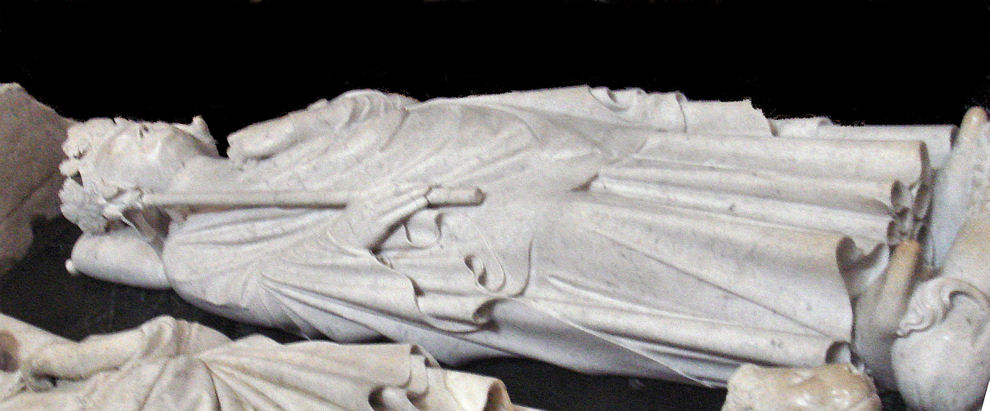
La tomba di Filippo IV di Francia nella Basilica di Saint-Denis

Nel 1313 morì Enrico VII, Imperatore del Sacro Romano Impero. Filippo propose la candidatura del figlio omonimo quale Imperatore, ma la richiesta fu respinta.
Gli ultimi anni di Regno furono segnati dallo scandalo della torre di Nesle, che scosse non poco il prestigio della Corona.
Filippo aveva fatto sposare i suoi figli per ragioni dinastiche: il primogenito, Luigi, aveva un matrimonio assai infelice con Margherita di Borgogna; il secondogenito, Filippo, aveva sposato Giovanna di Borgogna, alla quale era molto legato; il terzogenito, Carlo, era marito di Bianca di Borgogna.
A seguito di una visita di Isabella ai propri fratelli, costei notò che due scudieri, Gauthier e Philippe d'Aunay, indossavano i borsellini finemente ricamati che lei stessa aveva regalato alle cognate e, sospettando un adulterio, si confidò con il padre che decise di sorvegliare e arrestare i due uomini.
I due scudieri furono imprigionati presso la Tour de Nesle a Parigi: sottoposti a interrogatorio, confessarono l'adulterio e furono condannati a morte per lesa maestà; Margherita e Bianca di Borgogna, giudicate colpevoli di adulterio dal Parlamento di Parigi, subirono la tonsura e la condanna alla reclusione a vita nella fortezza di Castello di Gaillard, mentre Giovanna di Borgogna, colpevole di aver protetto la sorella e la cugina, ebbe una pena minore.
Nell'autunno dello stesso anno, Filippo si recò per una battuta di caccia a Pont-Sainte-Maxence, ma, colpito da un ictus, cadde da cavallo: trasportato al castello di Fontainebleau, non si riprese dalla malattia e morì il 29 novembre 1314. Alla sua morte ascese al trono il figlio primogenito Luigi, re di Navarra sin dal 1305.

## Discendenza
Da Giovanna I di Navarra Filippo ebbe sette figli:
- Margherita (1288-1300), fidanzata, nel 1294, con l'erede al trono di Castiglia, Ferdinando (1285-1312);
- Luigi X (1289-1316), re di Francia;
- Bianca (1290-1294);
- Filippo V (1291-1322), re di Francia;
- Isabella (1292-1358), sposò il re d'Inghilterra Edoardo II;
- Carlo IV (1294-1328), re di Francia;
- Roberto (1297-1308), fidanzato nel 1306 con Costanza d'Aragona, figlia del re di Sicilia, Federico III.

Tutti i figli maschi che raggiunsero l'età adulta divennero re di Francia mentre la figlia Isabella divenne regina d'Inghilterra, in quanto andata sposa a Edoardo II d'Inghilterra.
Fu re di Navarra, con il titolo di Filippo I, grazie al matrimonio con Giovanna I, regina di Navarra. Il titolo fu suo da quando la sposò nel 1284 fino alla morte di Giovanna nel 1305: infatti, dopo la morte della regina il titolo di re di Navarra passò direttamente al figlio primogenito Luigi l'Attaccabrighe.

## Ascendenza
|                        |                      |                                    | Genitori                      |  |  | Nonni |  |  | Bisnonni              |  |  | Trisnonni             |  |
|                        |                      |                                    |                               |  |  |       |  |  | Luigi VIII di Francia |  |  | Filippo II di Francia |  |
|                        |                      |                                    |                               |  |  |       |  |  | Luigi VIII di Francia |  |  | Filippo II di Francia |  |
|                        |                      | Isabella di Hainaut                |                               |  |  |       |  |  | Luigi VIII di Francia |  |  |                       |  |
| Luigi IX di Francia    |                      |                                    |                               |  |  |       |  |  | Luigi VIII di Francia |  |  |                       |  |
|                        |                      | Bianca di Castiglia                | Alfonso VIII di Castiglia     |  |  |       |  |  |                       |  |  |                       |  |
|                        |                      | Bianca di Castiglia                | Alfonso VIII di Castiglia     |  |  |       |  |  |                       |  |  |                       |  |
|                        |                      | Bianca di Castiglia                | Eleonora d'Inghilterra        |  |  |       |  |  |                       |  |  |                       |  |
| Filippo III di Francia |                      | Bianca di Castiglia                |                               |  |  |       |  |  |                       |  |  |                       |  |
|                        |                      | Raimondo Berengario IV di Provenza | Alfonso II di Provenza        |  |  |       |  |  |                       |  |  |                       |  |
|                        |                      | Raimondo Berengario IV di Provenza | Alfonso II di Provenza        |  |  |       |  |  |                       |  |  |                       |  |
|                        |                      | Raimondo Berengario IV di Provenza | Garsenda di Provenza          |  |  |       |  |  |                       |  |  |                       |  |
| Margherita di Provenza |                      | Raimondo Berengario IV di Provenza |                               |  |  |       |  |  |                       |  |  |                       |  |
|                        |                      | Beatrice di Savoia                 | Tommaso I di Savoia           |  |  |       |  |  |                       |  |  |                       |  |
|                        |                      | Beatrice di Savoia                 | Tommaso I di Savoia           |  |  |       |  |  |                       |  |  |                       |  |
|                        |                      | Beatrice di Savoia                 | Margherita di Ginevra         |  |  |       |  |  |                       |  |  |                       |  |
| Filippo IV di Francia  |                      | Beatrice di Savoia                 |                               |  |  |       |  |  |                       |  |  |                       |  |
|                        | Pietro II di Aragona | Alfonso II d'Aragona               |                               |  |  |       |  |  |                       |  |  |                       |  |
|                        | Pietro II di Aragona | Alfonso II d'Aragona               |                               |  |  |       |  |  |                       |  |  |                       |  |
|                        | Pietro II di Aragona | Sancha di Castiglia                |                               |  |  |       |  |  |                       |  |  |                       |  |
| Giacomo I d'Aragona    | Pietro II di Aragona |                                    |                               |  |  |       |  |  |                       |  |  |                       |  |
|                        |                      | Maria di Montpellier               | Guglielmo VIII di Montpellier |  |  |       |  |  |                       |  |  |                       |  |
|                        |                      | Maria di Montpellier               | Guglielmo VIII di Montpellier |  |  |       |  |  |                       |  |  |                       |  |
|                        |                      | Maria di Montpellier               | Eudocia Comnena               |  |  |       |  |  |                       |  |  |                       |  |
| Isabella d'Aragona     |                      | Maria di Montpellier               |                               |  |  |       |  |  |                       |  |  |                       |  |
|                        |                      | Andrea II d'Ungheria               | Béla III d'Ungheria           |  |  |       |  |  |                       |  |  |                       |  |
|                        |                      | Andrea II d'Ungheria               | Béla III d'Ungheria           |  |  |       |  |  |                       |  |  |                       |  |
|                        |                      | Andrea II d'Ungheria               | Agnese d'Antiochia            |  |  |       |  |  |                       |  |  |                       |  |
| Iolanda d'Ungheria     |                      | Andrea II d'Ungheria               |                               |  |  |       |  |  |                       |  |  |                       |  |
|                        |                      | Iolanda di Courtenay               | Pietro II di Courtenay        |  |  |       |  |  |                       |  |  |                       |  |
|                        |                      | Iolanda di Courtenay               | Pietro II di Courtenay        |  |  |       |  |  |                       |  |  |                       |  |
|                        |                      | Iolanda di Courtenay               | Iolanda di Fiandra            |  |  |       |  |  |                       |  |  |                       |  |
|                        |                      | Iolanda di Courtenay               |                               |  |  |       |  |  |                       |  |  |                       |  |

## Filippo IV nella cultura di massa
È presente in forma di personaggio eponimo nel Le Roi de Fer (1995), il primo romanzo della serie I re maledetti di Maurice Druon. È stato interpretato da Georges Marchal nel suo adattamento televisivo del 1972 e da Tchéky Karyo nella piú recente riproduzione cinematografica, nel 2005.
Nella serie televisiva del 2017 Knightfall, è interpretato da Ed Stoppard.